# SNCAC NC.211
Die SNCAC NC.211 Cormoran war ein viermotoriges Transport- und Verkehrsflugzeug des französischen Herstellers Société Nationale de Constructions Aéronautiques du Centre. Sie konnte bis zu 131 Passagiere auf zwei übereinander liegenden Decks befördern, verfügte aber nur über eine begrenzte Reichweite. Es entstanden zwei Prototypen und vier Serienflugzeuge, die ausschließlich als Frachtflugzeuge genutzt werden sollten, jedoch nicht mehr geflogen wurden.

## Geschichte
Die NC.211 war der Nachfolger der Farman F.220. Die Entwicklung begann noch vor Ende des Zweiten Weltkriegs. Der Prototyp absolvierte seinen Erstflug am 20. Juli 1948, ging dabei allerdings verloren. Der Jungfernflug des zweiten Prototyps fand am 9. April 1949 statt. Nach 27 Testflügen wurde das Programm eingestellt.
Obwohl zunächst Bestellungen für 14 Flugzeuge vorlagen, endete die Produktion bereits nach der vierten Serienmaschine. Die Reichweite von 2.000 Kilometern erwies sich für ein so großes Flugzeug als zu gering. Das französische Militär lehnte eine Beschaffung ab, da das Absetzen von Lasten im Flug nicht möglich war.

## Konstruktion
Die NC.211 war als Schulterdecker ausgelegt und besaß ein einziehbares Dreibeinfahrwerk. Das untere Frachtdeck konnte über einen aufklappbaren Bug beladen werden. An der linken Seite war eine zusätzliche Frachttür angebracht. Das obere Deck nahm das Cockpit und eine Kabine für sieben Besatzungsmitglieder auf.
In der nicht realisierten Passagiervariante waren auf dem Oberdeck 13 und auf der unteren Ebene 87 Sitzplätze vorgesehen. Es hätten maximal 131 Personen befördert werden können.
Der Antrieb bestand aus vier Gnôme-Rhône-14R-Sternmotoren. Die Dreiblattpropeller besaßen einen Durchmesser von 4 Metern.

## Zwischenfälle
Am 20. Juli 1948 verunglückte der Prototyp der SNCAC NC.211 Cormoran auf seinem Jungfernflug etwa 20 Minuten nach dem Start. Er sollte vom Flugplatz Toussus-le-Noble, wo er gebaut worden war, für die Flugerprobung zum Militärflugplatz Villacoublay überführt werden. Im Anflug stürzte er aus einer Höhe von 250 Metern etwa einen Kilometer östlich des Zielflugplatzes Villacoublay in einen Wald, als die Landeklappen auf die Stellung 40° ausgefahren wurden. Die Maschine fing Feuer und brannte aus. Alle fünf Besatzungsmitglieder kamen ums Leben.

## Technische Daten

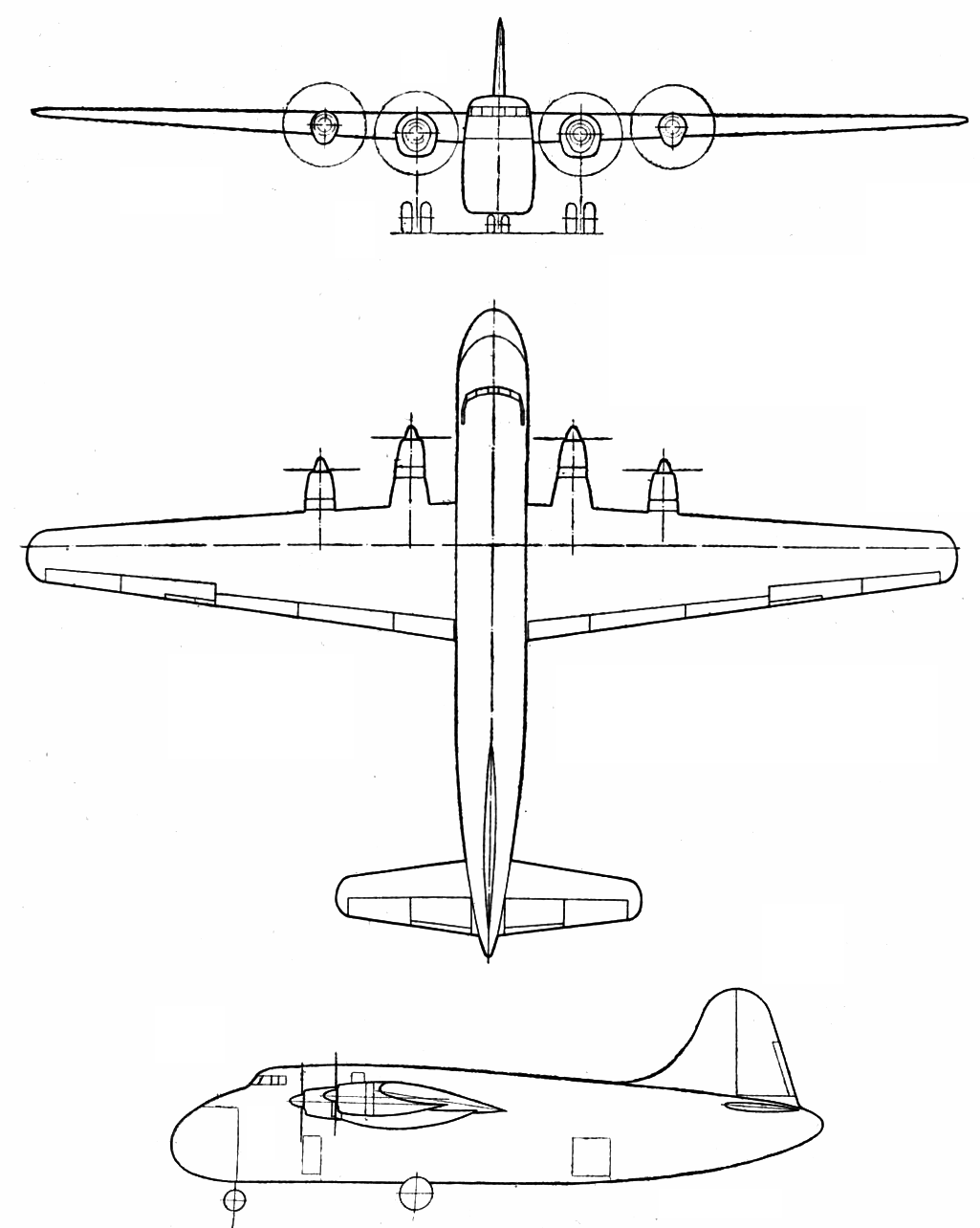
Dreiseitenansicht SNCAC NC.211

| Kenngröße             | Daten                                                                               |
| --------------------- | ----------------------------------------------------------------------------------- |
| Besatzung             | 4                                                                                   |
| Passagiere            | 100–131                                                                             |
| Länge                 | 30,50 m                                                                             |
| Spannweite            | 44,00 m                                                                             |
| Höhe                  | 10,10 m                                                                             |
| Flügelfläche          | 200 m²                                                                              |
| Flügelstreckung       | 9,7                                                                                 |
| Nutzlast              | 15.500 kg                                                                           |
| Leermasse             | 24.000 kg                                                                           |
| Startmasse            | 42.000 kg                                                                           |
| Reisegeschwindigkeit  | 320 km/h                                                                            |
| Höchstgeschwindigkeit | 400 km/h                                                                            |
| Dienstgipfelhöhe      | 8.000 m                                                                             |
| Reichweite            | 2.000 km                                                                            |
| Triebwerke            | vier luftgekühlte 14-Zylinder-Sternmotoren Gnôme-Rhône 14R mit je 880 kW (1.600 PS) |